# Sjöhistorisk tidslinje
Detta är en tidslinje över sjöfartens historia.

## Före vår tideräkning
- Runt 45 000 f.Kr.: Aboriginernas förfäder anländer till Australien.
- Runt 6 000 f.Kr.: Äldsta belägget för stockbåtar[1]
- 4000-talet f.Kr.: Äldsta belägget för segelfartyg[2]
- Runt 2 000 f.Kr.:
  - Den egyptiske adelsmannen Hannu reser till Punt; en av de första dokumenterade havsresorna
  - Austroneser färdas från Taiwan till Indonesien, det första steget för kolonisering av Polynesien.[3][4][5]
- Runt 1175 f.Kr.: Slaget vid Nildeltat, ett av de första dokumenterade sjöslagen
- 1194-1174 f.Kr.: Förmodade datum för handlingen i Iliaden och Odysséen
- Runt 600 f.Kr.: Enligt Herodotos sänder Necho II feniciska skepp runt Afrika
- 542 f.Kr.: Första beskrivningen av en trirem
- 400-talet f.Kr.: Hanno Sjöfararen utforskar Västafrikas kust
- 480 f.Kr.: Slaget vid Salamis, troligen antikens största sjöslag
- 247 f.Kr.: Fyrtornet på Faros fullbordat
- 214 f.Kr.: Lingqukanalen byggs i Kina
- 31 f.Kr.: Slaget vid Actium

## Efter vår tideräkning
- Runt 200: De första djonkerna byggs i Kina
- 793: Plundringen av Lindisfarne; det första kända vikingatåget
- 984: De första kända slussarna används i Kina
- Runt 1000: Leif Eriksson når Nordamerika, första kända resan över Atlanten
- 1088: Shen Kuo beskriver en kompass
- 1159: Lübeck återuppbyggs, och Hansan grundas
- Runt 1190: Alexander Neckam gör den första europeiska beskrivningen av en kompass
- 1200-talet: Portolankartor introduceras i Medelhavet
- Runt 1280: Polynesiska nybyggare når Nya Zeeland, den sista stora landmassan att befolkas
- 1274: Mongoliska invasionerna av Japan misslyckas
- 1325-1354: Ibn Batuta besöker stora delar av Afrika och Asien
- 1421: Zheng Hes resor

### Upptäcktsresornas tidsålder
- 1488: Bartolomeu Dias når Godahoppsudden
- 1492: Christopher Columbus första resa över Atlanten
- 1497: John Cabot når Nordamerika, som den första europé sedan vikingarna
- 1498
  - Vasco da Gama finner sjövägen från Europa till Indien
  - Columbus når Sydamerika
- 1513: Jorge Álvares blir den förste att nå Kina från Europa
- 1522: Ferdinand Magellanss sista fartyg når Europa, den första kända världsomseglingen, och första kända resan över Stilla havet
- 1571: Slaget vid Lepanto, det sista stora slaget dominerat av galärer
- 1588: Spanska armadan förliser
- 1602: Nederländska Ostindiska Kompaniet grundas
- 1606: Willem Janszoon blir den första som seglar från Europa till Australien
- 1620: Cornelis Drebbel bygger den första kända ubåten
- 1628: Regalskeppet Vasa sjunker i Stockholms hamn
- 1736: John Harrison använder den första kronometern
- 1757: Sextanten uppfinns
- 1771: James Cook genomför den första världsomsegling som inte drabbas av skörbjugg
- 1790: Slaget vid Svensksund, det sista slaget där galärer deltar

### Ångfartygensochmotorfartygenstid
- 1783: Claude de Jouffroy bygger den första kända ångbåten
- 1807: North River Steamboat blir den första kommersiella ångbåten
- 1820: Fabian Gottlieb von Bellingshausen upptäcker Antarktis
- 1845: SS Great Britain blir det första ångfartyget i järn som korsar Atlanten
- 1853: Kommendörkapten Matthew C. Perry anländer till Tokyobukten med de svarta skeppen
- 1859: Det första pansarskeppet, Gloire, sjösätts
- 1862: Slaget vid Hampton Roads, första slaget mellan pansarskepp
- 1864: Ictineo II blir den första ubåt som drivs av en förbränningsmotor
- 1869: Suezkanalen öppnar
- 1871: Adolf Erik Nordenskiöld seglar Vega genom Nordostpassagen
- 1894: Turbinia, världens första turbinskepp, sjösätts
- 1895: Kielkanalen öppnar
- 1906
  - Roald Amundsen seglar genom Nordvästpassagen på Gjøa
  - HMS Dreadnought (1906) sjösätts, och inleder slagskeppens tid
- 1912: RMS Titanic förliser
- 1914: Panamakanalen öppnas
- 1916: Slaget vid Skagerrak, förmodligen världens största sjöslag, räknat i tonnage
- 1918: HMS Furious (47) blir det första hangarfartyg som används i strid
- 1937: USS Leary (DD-158) blir det första amerikanska fartyget med radar
- 1941: Attacken på Pearl Harbor inleder Stillahavskriget
- 1942: Slaget vid Midway markerar slutet på slagskeppens tid
- 1944: Landstigningen i Normandie, den största landstigningsoperationen någon
- 1951: De första containerfartygen i trafik
- 1955: USS Nautilus (SSN-571), världens första kärnkraftdrivna fartyg, sjösätts
- 1959
  - USS Skate (SSN-578) bryter havsytan vid Nordpolen
  - SR.N1, den första användbara svävaren, sjösätts
- 1960: Trieste når Challengerdjupet
- 1962: Kubakrisen; en av de mest allvarliga konfrontationerna under kalla kriget
- 1982: Falklandskriget, ett av de största sjökrigen sedan andra världskriget
- 1985: Sea Shadow (IX-529), ett tidigt stealthfartyg, sjösätts
- 1987: MV Doña Paz förliser med 4 375 dödsoffer, den svåraste sjöolyckan i fredstid
- 1994:
  - GPS tas i drift
  - Estoniakatastrofen
- 2005: Sjöröveri i Somalia kräver internationella åtgärder
- 2007: Arktika 2007, den första bemannade resan till havsbottnen vid Nordpolen
- 2012: M/S Costa Concordia förliser